# Nacerdes schatzmayri
Nacerdes schatzmayri es una especie de coleóptero de la familia Oedemeridae.

## Distribución geográfica
Habita en España.